# IMT Advanced
International Mobile Telecommunications-Advanced (IMT-Advanced Standard)  sunt cerințele emise de sectorul de radiocomunicații ITU (UIT-R) al Uniunii Internaționale de Telecomunicații (UIT) în 2008 pentru ceea ce este comercializat ca 4G (sau uneori ca 4.5G) serviciul de acces la internet și telefon mobil.